# باك رامزي
باك رامزي (بالإنجليزية: Buck Ramsey)‏ هو شاعر أمريكي، ولد في 9 يناير 1938، وتوفي في 3 يناير 1998.